# Democràcia ètnica
La Democràcia ètnica és un concepte introduït pel professor Juan José Linz de la Universitat Yale el 1975, i posteriorment pel professor Sammy Smooha, sociòleg de la Universitat de Haifa, per descriure sistemes polítics que funcionen segons el principi democràtic, però tracten un determinat grup ètnic de manera particular respecte al conjunt.

## Origen del terme
El sociòleg israelià Sammy Smooha va idear el terme "democràcia ètnica" en les seves publicacions sobre el sistema polític d'Israel, considerant el tracte de l'Estat a la minoria àrab. En Smooha observà que molts estudis comparats de ciències polítiques tracten Israel com un cas especial, atès que el seu ordre polític no encaixa en cap marc conegut. Però després d'aquesta afirmació, Smooha reconegué l'existència d'altres estats que tampoc es poden descriure amb els models analítics emprats fins aquell moment. Aquesta constatació feu que desenvolupés un nou model d'ordre polític, basat en l'observació de dos processos oposats que tenen lloc des de darrers del s. XX. El primer esborrany va aparèixer el 1989 a la monografia de Smooha Arabs and Jews in Israel, i el 1999 l'Smooha va presentar a la Conferència sobre Multiculturalisme i Democràcia en Societats Dividides la versió teòrica ampliada del model. Israel serveix com un arquetip de democràcia ètnica en el desenvolupament del model.
Segons l'Smooha, per un costat els tipus de democràcia que es consideren tradicionals a Occident i més esteses —democràcia liberal i democràcia consociativa— estan canviant arrossegats pels canvis a nivell mundial. A través de la globalització, la regionalització simultània, i la universalització dels drets de les minories, el comú d'estats nacions occidentals s'estan convertint en democràcies multiculturals. I d'altra banda, s'està produint el desenvolupament contrari, especialment als estats postsoviètics d'Europa de l'Est. Sorgeixen estats nacionals que tenen un caràcter ètnic més fort que els exemples occidentals, com ara Sèrbia, Estònia i Letònia, Geòrgia o Eslovàquia. La majoria d'aquests estats són democràcies reconegudes, alguns ara membres de la UE i de l'OTAN, però hi ha un clar predomini d'una determinada ètnia. Tot i això, en el seu model de democràcia ètnica, Sammy Smooha descriu per què encara es pot parlar de democràcia.

## El model
El model de democràcia ètnica està format per tres components bàsics:
- les característiques de la democràcia ètnica
- les circumstàncies (condicions) que condueixen a la democràcia ètnica
- les condicions que contribueixen a l'estabilitat de la democràcia ètnica.[6]

L'Smooha també descriu un mini model compacte, que permet una aplicació clara a diferents casos.

### Model integral
El model integral de democràcia ètnica serveix sobretot per distingir entre tipus civils de democràcia i no democràcies. Tanmateix, també descriu les circumstàncies i condicions que contribueixen a l'aparició d'una democràcia ètnica.
En general es pot dir que si la democràcia va precedida d'un sentit ètnic de pertinença a un estat, és més probable que esdevingui una democràcia ètnica. Una democràcia sense un fort perfil ètnic té més probabilitats de convertir-se en una democràcia civil perquè defineix els seus membres per nacionalitat més que per origen ètnic.

#### Característiques d'una democràcia ètnica
La democràcia ètnica és una forma de democràcia degradada. Tot i que tots els residents gaudeixen dels mateixos drets individuals, hi ha certes limitacions per a les minories ètniques:
| «                   | El sistema polític és democràtic. A tots els residents permanents que així ho desitgin se'ls concedeix la ciutadania, inclosos els drets humans, civils, polítics, culturals i socials. A més dels drets individuals, a la minoria se li concedeixen alguns drets col·lectius i a vegades fins i tot se li concedeix l'autonomia amb unes certes limitacions. Els ciutadans de les minories poden dur a terme una intensa lluita per la igualtat de drets sense enfrontar-se a la repressió de l'Estat o la majoria. També se'ls permet unir coalicions amb grups majoritaris. No obstant això, la democràcia es veu minvada per la falta d'igualtat de drets. Els no membres de la nació ètnica tenen uns drets que d'alguna manera són inferiors als drets dels membres i suporten la discriminació de l'Estat. L'Estat de Dret i la qualitat de la democràcia es veuen reduïts per mesures estatals destinades a evitar l'amenaça percebuda atribuïda als no membres. | » |
| — Smooha, 2002: 478 | |   |

Així, en una democràcia ètnica, la pertinença a la comunitat no es defineix per la nacionalitat, sinó per la pertinença al grup ètnic central. A les minories ètniques se'ls concedeix la ciutadania i gaudeixen del dret a vot, així com dels drets individuals i grupals, però aquests grups estan sistemàticament desfavorits. La majoria ètnica, en canvi, rep un tracte preferent per part de l'estat, els seus interessos són primordials i els seus membres assoleixen la importància política i el poder amb molta més facilitat.
Una democràcia ètnica segueix dos principis contradictoris: el principi democràtic i el principi ètnic. Segons el principi democràtic, a tots els ciutadans se'ls concedeixen els mateixos drets, mentre que el principi ètnic prefereix clarament un grup ètnic als altres i els tracta preferentment. En una democràcia ètnica, sempre cal mantenir un equilibri entre els principis contradictoris perquè l'ordre polític continuï sense col·lapsar-se.
A més dels aspectes esmentats, l'Smooha enumera vuit característiques de les democràcies ètniques que, segons els casos, no han de ser presents en el mateix grau. En alguns casos, segons l'Smooha, algunes característiques poden faltar completament, tot i que encara es pot parlar d'una democràcia ètnica. En Smooha descriu en detall les següents característiques d'una democràcia ètnica en el seu document de treball per al Centre Europeu per a Afers de Minories:
- El nacionalisme ètnic dominant dicta que un poble ètnic té el dret exclusiu a la terra.[14] L'existència del nacionalisme ètnic significa que el nucli del grup ètnic esdevé el eix central de tots els esdeveniments d'un estat. Totes les accions polítiques i no polítiques estan alineades amb els interessos de l'ètnia, donant lloc a una dicotomia que condueix a la separació entre l'ètnia central i totes les altres: “[12]
- L'estat distingeix entre la pertinença a l'ètnia central i la ciutadania.[14] El fort enfocament a l'ètnia posa la ciutadania en un segon pla. Per tant, la pertinença a l'estat (és a dir, també al grup ètnic central) només pot ser innat i, d'altra manera, és molt difícil d'obtenir. Tanmateix, l'estat també intenta activament restringir la ciutadania al grup ètnic bàsic, per exemple mitjançant estrictes proves de naturalització o condicions de naturalització difícils de complir. Tanmateix, fins i tot amb la ciutadania, els drets plens en una democràcia ètnica no estan garantits si un no pertany al grup ètnic bàsic.
- El grup ètnic central domina i dirigeix l'estat.[15] No els ciutadans, sinó el grup ètnic central lidera i domina l'estat i ocupa les posicions importants de poder. El domini de l'aparell estatal permet al grup ètnic bàsic protegir i donar suport als seus membres, així com assegurar els objectius col·lectius del grup ètnic central.

| «                  | La llengua oficial de l'estat, religió, cultura, institucions, bandera, himne, emblemes, segells, calendari, noms de llocs, herois, dies i llocs de commemoració col·lectiva, lleis (especialment les que regulen la naturalització, la immigració i la propietat de la terra i les empreses) i les polítiques, són esbiaixades a favor de la nació ètnica principal, i els membres de la qual esperen i reben un estatus preferent. | » |
| — Smooha, 2001: 31 | |   |

- L'estat mobilitza el nucli del grup ètnic.[16] Cultiva i preserva la identitat nacional i fa una crida als membres del grup ètnic bàsic a perseguir objectius nacionals comuns. Mitjançant la reconstrucció contínua de la identitat ètnica i nacional, els membres del grup ètnic central no poden assimilar-se. L'estat obté la seva legitimitat mitjançant el tractament preferent de l'ètnia central i el cultiu d'idees nacionals. Això també s'aconsegueix mitjançant la demarcació i la protecció d'un perill (percebut) des de l'exterior.
- L'estat atorga drets individuals i col·lectius incomplets a les minories ètniques.[16] El nucli del grup ètnic gaudeix d'un estatus superior, mentre que els drets individuals de les minories ètniques es poden restringir en determinades àrees. No obstant això, tots els ciutadans tenen els drets bàsics de la democràcia. A més, les minories ètniques tenen drets col·lectius, perquè puguin utilitzar la seva pròpia llengua, dirigir les seves pròpies institucions religioses i educatives i formar institucions culturals:

| «                  | Drets humans (com la dignitat, la seguretat física i la igualtat), drets socials (incloent el dret a l'habitatge, la salut, l'ocupació, els ingressos i l'educació), llibertats civils (inclosa la llibertat de reunió i associació, la llibertat de premsa i el poder judicial independent) i drets polítics (incloent el dret a votar i presentar-se a les eleccions, un sistema multipartidista, el canvi de governs a través d'eleccions justes i la falta d'intervenció militar o estrangera en el procés polític). | » |
| — Smooha, 2001: 32 | |   |

- L'estat permet que les minories ètniques lluitin pels seus drets tant dins com fora del parlament.[17] En una democràcia ètnica, les minories ètniques disposen d'una sèrie de mitjans democràtics legals a la seva disposició per lluitar pels seus drets: “[18]
- L'estat percep les minories ètniques (ciutadans que no pertanyen al grup ètnic central) com una amenaça.[17] El perill pot ser real o només sospitar i pot prendre diverses formes. L'estat pot témer que les minories ètniques superin la població del nucli del grup ètnic, que les minories ètniques obtinguin massa poder polític que pugui posar en perill la cultura nacional o similars.[18]
- L'Estat controla en certa manera les minories ètniques.[19] Se suposa que els membres de les minories ètniques no poden identificar-se plenament amb l'estat, els seus objectius i el grup ètnic central i, per tant, no són del tot lleials a l'estat. Suposen una amenaça potencial per a aquest i, per tant cal cert grau de control. La discriminació constant de les minories ètniques pot posar en perill l'ordre social d'un estat ja que pot provocar conflictes entre els grups. D'una banda, l'estat atorga a les minories ètniques el dret a participar en la lluita política, de l'altra, sotmet aquests grups a un major control.

#### Circumstàncies que contribueixen a l'aparició d'una democràcia ètnica
Segons Smooha, hi ha quatre factors que poden afavorir l'aparició d'una democràcia ètnica:
- El domini ètnic precedeix l'aparició de la democràcia.[21] Si un grup ètnic ja era dominant abans d'introduir la democràcia, la democràcia ètnica assegura la coherència amb el passat. Per tant, és més probable que sorgeixi una democràcia ètnica en un territori dominat predominantment per un grup ètnic.
- El nacionalisme ètnic precedeix l'aparició de la democràcia."[21]La democràcia ètnica sorgeix on la nació ètnica es va aixecar abans de la formació de l'estat i va fundar l'estat per garantir la seva supervivència, el seu benestar i els seus interessos".[22] El nacionalisme ètnic posa com a objectiu final la supervivència de l'ètnia i la defensa dels seus interessos. Per aquest motiu, aquests estats tenen més probabilitats de convertir-se en una democràcia ètnica en el curs de la democratització.
- Hi ha un perill real que requereix una mobilització sostinguda i generalitzada.[23] La mobilització a través del sentiment d'unió del grup ètnic central pot protegir l'estat dels perills. L'existència física, demogràfica, econòmica o cultural del nucli del grup ètnic pot estar amenaçada. Així, quan un estat sorgeix en un entorn hostil, és més probable que sorgeixi la democràcia ètnica.
- Desvinculació a la democràcia.[23] El nucli del grup ètnic se sent compromès amb els principis democràtics i s'hi compromet voluntàriament. Tanmateix, aquest compromís està subjecte a algunes limitacions, ja que competeix amb els objectius del principi ètnic. Sense aquesta obligació voluntària, la democràcia ètnica estaria en perill.

#### Condicions que contribueixen a l'estabilitat de la democràcia ètnica
Tot i que no són ni necessaris ni suficients, segons l'Smooha, hi ha algunes condicions que contribueixen a l'estabilitat d'una democràcia ètnica:
- El nucli del grup ètnic representa la majoria de la població[23] Si el grup dominant també constitueix la majoria de la població, es pot legitimar democràticament i no és susceptible de contramoviments. Segons l'Smooha, el grup ètnic bàsic hauria de constituir al voltant del 80 per cent de la població.
- Les minories ètniques (grups marginals) representen una minoria significativa.[23] Quan els grups marginats representen menys del 10% de la població, la democràcia ètnica no és necessària per fer complir el domini ètnic bàsic. Tanmateix, quan les minories ètniques superen el 25% de la població, el seu poder de vot pot soscavar el domini del grup ètnic bàsic. Smooha parla de valors de referència, que poden variar segons l'aplicació.
- El nucli del grup ètnic se sent compromès amb els principis democràtics.[25] Tal com es descriu a les condicions per a l'aparició, el grup ètnic bàsic ha de seguir voluntàriament el principi democràtic, en cas contrari, una democràcia ètnica es convertirà en un ordre no democràtic.
- L'ètnia bàsica és indígena.[25] Les reclamacions al territori nacional poden ser històriques o justificades per segles de residència al territori.
- Els grups marginats (minories ètniques) són els immigrants.[25] Fins i tot si les minories ètniques van immigrar fa diverses generacions, no poden reclamar el mateix territori que l'ètnia central autòctona.
- Són diversos grups marginats (més d'una minoria ètnica).[25] Diversos grups minoritaris no organitzats són més fàcils de controlar que un gran grup unificat.
- El nucli del grup ètnic té una gran diàspora.[25] La protecció i la naturalització de la diàspora poden proporcionar una base per afavorir els grups ètnics bàsics sobre els grups ètnics minoritaris.
- Tipus d'inclusió dels països d'origen.[25] Si els països d'origen dels quals van immigrar les minories ètniques no donen suport activament a les minories, és més probable que la democràcia ètnica es mantingui estable.
- Aceptació internacional.[26] Quan la democràcia ètnica és reconeguda i legitimada per la comunitat internacional, és més probable que la democràcia ètnica es mantingui estable.

### Model resumit
Com que el model complet és massa detallat per ser adequat per a una anàlisi concisa, l'Smooha resumeix les característiques i condicions de la democràcia ètnica en un minimodel compacte, en el que es mantenen les tres característiques més importants d'una democràcia ètnica: 
- el domini ètnic,
- el perill percebut
- la democràcia disminuïda.

Així doncs, per ser caracteritzat com una democràcia ètnica, un estat hauria de reunir aquestes tres característiques essencials. En una democràcia ètnica, segons el mini-model de Smooha, un grup ètnic és clarament preferit i tractat de manera preferent sobre tots els altres grups ètnics. A més, el nucli del grup ètnic percep un perill percebut (percebut) des de fora o de les minories ètniques de l'estat. La tercera característica d'una democràcia ètnica és la restricció d'alguns drets democràtics al grup ètnic bàsic, amb els grups marginats que es troben deliberadament en desavantatge. No obstant això, els drets fonamentals com els drets humans, polítics, socials i civils han de ser concedits a tots els nacionals.
L'Smooha també resumeix els factors que afavoreixen l'aparició d'una democràcia ètnica en quatre punts:
- La formació d'un estat ha de basar-se en un grup ètnic ja existent.
- Els grups ètnics han de ser vulnerables o percebre's com a tals.
- La majoria de la població ha d'estar compromesa amb la democràcia per raons ideològiques o pràctiques.
- El percentatge de grups marginats ha de ser prou baix per preservar tant la democràcia com la supremacia ètnica del grup ètnic central.

En el mini-model, l'Smooha redueix els factors d'estabilitat d'una democràcia ètnica a quatre aspectes principals:
- la majoria de l'ètnia central s'ha de preservar de manera permanent.
- el suposat perill (percebut) ha d'estar sempre present.
- els països d'origen de l'ètnia de les minories (grups marginals) no han d'intervenir en els afers estatals.
- la comunitat internacional ha de legitimar o, millor encara, donar suport a l'ordre estatal.[28]

## Distincions amb altres models polítics
En Smooha desenvolupa el model de democràcia ètnica principalment en contrast amb els models de democràcia civil generalitzats a Occident –democràcia liberal i democràcia consociacional– i amb models no democràtics com l'etnocràcia o la democràcia popular. Segons l'Smooha, una democràcia ètnica es troba entre la democràcia liberal i l'etnocràcia, però amb més proximitat a la primera. Els models teòrics difereixen significativament pel que fa a les minories ètniques, els drets de grup i individuals.

### Democràcies civils
Les democràcies civils defineixen els seus membres mitjançant el principi de jus soli, el principi del lloc de naixement. La ciutadania es concedeix a tothom que hagi nascut al territori del país, amb la descendència jugant poc o cap paper. La democràcia liberal i la democràcia consociativa són els tipus de democràcia civil més estesos i coneguts. Els EUA són representants clàssics d'una democràcia liberal: el focus es posa en l'individu, l'origen ètnic és una qüestió privada, l'estat no interfereix en els conflictes ètnics, sinó que exigeix que els seus ciutadans s'assimilin a la cultura predominant, inclòs l'aprenentatge de la llengua nacional i ús de les institucions estatals. En canvi, en una democràcia consociacional, de la qual Bèlgica n'és un bon exemple, l'estat reconeix els diferents grups ètnics i intenta mediar entre ells. L'estat es manté neutral. L'ètnia està institucionalitzada i tots els grups ètnics són tractats per igual. La neutralitat de l'estat distingeix la democràcia consociacional de la democràcia ètnica. Una altra distinció important entre els tipus de democràcia civil i la democràcia ètnica és que aquesta última separa clarament la ciutadania de l'ètnia bàsica. Segueix el principi de jus sanguinis, el principi de descendència. Encara que la ciutadania es pot obtenir com a grup ètnic no central, l'ètnia central gaudeix d'un estatus especial. En contrast amb una democràcia liberal, els ciutadans d'una democràcia ètnica experimenten limitacions en els seus drets individuals en funció de la seva ètnia. D'altra banda, una democràcia ètnica atorga drets de grup als representants de les minories ètniques, perquè puguin crear les seves pròpies institucions culturals, socials i educatives i lluitar pels seus drets per mitjans democràtics. El reconeixement dels drets del grup acosta la democràcia ètnica a la democràcia consociativa, la principal diferència és el tracte preferencial que es dona a un grup ètnic. Si bé l'estat manté una posició neutral en una democràcia consociacional, l'estat està clarament del costat del grup ètnic central en una democràcia ètnica.

### Models no democràtics
El model polític que s'esmenta sovint al mateix temps que la democràcia ètnica és la democràcia popular. Encara que té el terme democràcia al títol, no és una democràcia en l'enteniment habitual. En una democràcia popular mestre, els drets individuals polítics, civils, culturals i bàsics es limiten a un grup ètnic. Altres grups ètnics estan activament impedits d'aconseguir aquests drets. Encara que existeixin estructures democràtiques i estiguin a l'abast de la majoria de la població, no es pot parlar de democràcia en el cas d'una democràcia de poble mestre. Un exemple conegut d'aquest tipus d'ordre polític és el règim d'apartheid a Sud-àfrica. En el continu entre la democràcia consociacional i la democràcia governant-poble, la democràcia ètnica s'ha de situar a prop de la primera. A diferència dels models polítics no democràtics, tots els residents d'una democràcia ètnica gaudeixen de drets individuals i col·lectius amplis, així com de mitjans legals per lluitar pels seus drets de grup.

## Casos de democràcies ètniques
El model de democràcia ètnica s'aplica no només a Israel, que es considera l'arquetip d'aquest tipus de democràcia, sinó també a altres estats. Sovint s'aplica als estats postsoviètics, per exemple Estònia o Letònia, que van obtenir la independència després de 1990 i van (re)fundar els seus estats principalment segons el principi ètnic. No obstant això, segueix sent discutible si es pot parlar de democràcies ètniques en aquests sistemes polítics, ja que no es corresponen amb el model de Smooha en tots els aspectes. També en el cas de Malàisia es pot parlar de democràcia ètnica.
La visió general següent considera Israel com l'arquetip del model, Estònia i Letònia com a casos d'investigació controvertits i Malàisia com un exemple d'un cas d'ús clar de la democràcia ètnica.
El cas d'Espanya, amb una democràcia provinent d'una dictadura feixista amb un nacionalisme espanyol de matriu castellana molt agressiu, marcadament ètnic, i el tracte actual a les minories nacionals fa avalular la possibilitat que també sigui una democràcia ètnica, atès que compleix la majoria de punts descrits per l'Smooha.

### Israel com a arquetip
Israel serveix a l'Smooha com a arquetip de la democràcia ètnica. La supremacia dels israelians sobre el territori i la protecció de la cultura israeliana, la religió jueva i la majoria jueva de la població són objectius clars de l'estat israelià. Israel compleix totes les característiques de la democràcia ètnica esmentades anteriorment. Segons el mini-model, l'objectiu clar de l'estat israelià és proporcionar una pàtria als jueus d'arreu del món. Així, es refereix tant als seus habitants com a la diàspora:
| «                   | El sionisme és de facto la ideologia estatal. El seu objectiu central és fer l'estat d'Israel jueu en demografia, llengua, cultura, institucions, identitat i símbols, i protegir les vides i els interessos jueus de tot el món. Accepta el desenvolupament històric dels jueus com a nació ètnica, en la qual l'ètnia, la religió i la humanitat estan entrellaçades. Un membre del poble jueu no pot ser membre d'una religió no judaica. | » |
| — Smooha, 2005: 485 | |   |

Els israelians també perceben tres grans amenaces que amenacen l'estat: la supervivència física i política d'Israel a la regió, els ciutadans palestins que viuen a Israel (amenaça demogràfica) i la connexió amb els palestins i amb un futur estat palestí. A més, Israel és una democràcia reduïda, ja que la minoria àrab té drets individuals i col·lectius, però amb efectes limitats. La població jueva gaudeix de tractes i privilegis preferents en algunes zones. Com que, malgrat la situació descrita, la minoria àrab és lleial a l'estat israelià i disposa de mitjans democràtics per lluitar pels seus drets, Smooha veu Israel com un arquetip del seu model de democràcia ètnica.

### Canada
Smooha descriu que el Canadà des de la independència el 1867 fins a la revolució tranquil·la de 1976, que va elevar l'estatus dels canadencs francesos al nivell dels canadencs anglesos, havia estat una democràcia ètnica.

### Eslovàquia
El nacionalisme eslovac es basa en l'ètnia i la llengua. "La construcció de l'estat i la construcció de la nació a Eslovàquia estan dissenyades per instal·lar els eslovacs ètnics com a única nació i evitar qualsevol signe de binacionalisme. Aquest objectiu queda clar en el preàmbul de la constitució eslovaca que comença amb les següents paraules: “Nosaltres, la nació eslovaca, tenint en compte l'herència política i cultural dels nostres predecessors, l'experiència adquirida a través de segles de lluita per la nostra existència nacional i estatisme...”

### Espanya
A Espanya la democràcia prové d'una Transició des d'una dictadura feixista amb un nacionalisme espanyol de matriu castellana molt agressiu, marcadament ètnic, en que l'absència de ruptura profunda conservà part del model nacional franquista. Respecte a la implantació de la democràcia espanyola, es donen varies condicions de la descripció de l'Smooha:
- El domini ètnic precedeix l'aparició de la democràcia.[21]
- El nacionalisme ètnic precedeix l'aparició de la democràcia.[21][22]
- Es percep un perill real que requereix una mobilització ètnica sostinguda i generalitzada.[23]
- Desvinculació a la democràcia.[23] El compromís democràtic està subjecte a limitacions, atès que competeix amb els objectius del principi ètnic.

Altrament, el tracte actual a les minories nacionals, començant pel no reconeixement, fa avalular la possibilitat que també sigui una democràcia ètnica, atès que si atenem als principis descrits per l'Smooha, es pot veure que l'Estat espanyol de matriu castellana en pot complir uns quants: 
- El nacionalisme ètnic dona preponderància a una nació basada en l'ètnia principal.
- L'estat separa la pertinença a la nació ètnica i la ciutadania de ple dret.
- L'estat és propietat i està governat per la nació ètnica principal.
- L'Estat mobilitza la nació ètnica principal.
- Els grups étnics no principals tenen drets individuals i col·lectius incomplets.
- L'estat permet als grups étnics no principals dur a terme activitats parlamentària i extraparlamentària.
- L'estat percep els grups étnics no principals com una amenaça.
- L'estat imposa cert control als grups étnics no principals.

### Estats Units d'Amèrica
A causa de la discriminació dels afroamericans, amb episodis de violència policial gratuita constatable i altres discriminacions, la democràcia dels Estats Units d'Amèrica té un biaix que, segons els paràmetres descrits, la fa qualificable com a democràcia ètnica.

### Estònia i Letònia
Estònia i Letònia es poden considerar casos evidents tant històricament com regionalment. La seva assignació al model de democràcia ètnica és discutida. Tots dos països van declarar la seva independència poc abans de la caiguda de la Unió Soviètica i van restablir els estats històricament existents, formant els estats nacionals dels estonians i els estonians respectivament. Els letons haurien de formar-se. Com a reacció a dècades de pertinença a la Unió Soviètica dominada per Rússia, ambdós estats van establir un sistema polític destinat a ajudar a protegir el grup ètnic bàsic, la seva llengua i la seva cultura. El principal problema, però, va ser com els dos estats bàltics van tractar amb la minoria predominantment russòfona, que representava al voltant del 30 per cent de la població tant a Letònia com a Estònia quan es va recuperar la independència. Com que la majoria d'aquests residents van emigrar durant l'ocupació soviètica, no tenen dret automàtic a la ciutadania segons les lleis de cap dels dos estats. Això depèn de la superació d'una prova d'idioma. Com a resultat, la majoria de la minoria de parla russa d'Estònia i Letònia es va veure privada inicialment d'alguns drets polítics, com ara el dret de vot. Aquest fet, però, contradiu el model de democràcia ètnica de Smooha, per això també afirma:
| «                   | En aquesta controvèrsia sobre la classificació, acostumo a considerar a Estònia i Letònia com a Estats nacionals que s'estan convertint lentament en democràcies ètniques. No exhibeixen la característica essencial de la democràcia ètnica, a saber, que els residents permanents estiguin autoritzats i puguin beneficiar-se de procediments democràtics en la seva lluita pel canvi. Estònia i Letònia neguen la ciutadania automàtica als parlants russos, malgrat el fet que són, i es consideren, una part permanent de l'Estat i exigeixen la ciutadania automàtica. En canvi, Israel és una democràcia ètnica perquè la minoria àrab és una ciutadania ampliada i els palestins no ciutadans de Cisjordània i Gaza no volen ni volen formar part d'Israel. | » |
| — Smooha, 2001: 245 | |   |

En la seva aplicació del model de democràcia ètnica a Letònia, Diatchkova considera que els criteris de la democràcia ètnica es compleixen en gran manera. El tema de la ciutadania encaixa en el model, diu, tot i que Diatchkova diu que no és ètnic. Segons Diatchkova, en principi, qualsevol resident que superi les proves històriques, geogràfiques i lingüístiques pot obtenir la ciutadania. Els residents de grups ètnics no letons i no estonians que eren ciutadans abans de 1940 se'ls va concedir automàticament la ciutadania, igual que els seus descendents. Així, segons Diatchkova, les minories ètniques també tenen l'oportunitat de participar políticament a l'estat. Una posició intermèdia en aquest discurs la pren Järve, que en la seva observació d'Estònia afirma que està en camí d'esdevenir una democràcia ètnica o fins i tot una democràcia civil. A mesura que el nombre de "no ciutadans" (majoritàriament membres de la minoria russoparlant) disminueix constantment, desapareix la diferència en els drets polítics dels residents i, per tant, la base de la discriminació contra els grups marginats. Smooha resumeix totes les posicions en poques paraules:
| «                   | El relat de Järve sobre Estònia i el relat de Diatchkova sobre Letònia planteja dues qüestions: la classificació del règim i les tendències futures. En Järve afirma que Estònia pot considerar-se una democràcia ètnica pel que fa a la setena part de la seva població russoparlant. Com que la proporció de no ciutadans (prop de la cinquena part de la població total l'any 2000) cau de manera constant, Estònia en el seu conjunt es qualificarà cada vegada més com una democràcia ètnica. Menys crític és Diatchkova, que dona per descomptat que Letònia ja és una democràcia ètnica. | » |
| — Smooha, 2005: 244 | |   |

### Irlanda del Nord
Smooha descriu el govern d'Irlanda del Nord (1921–1972) des de la partició d'Irlanda el 1921 fins a l'Acord de Sunningdale el 1972 com una democràcia ètnica, afavorint els protestants d'ascendència principalment escocesa de l'Ulster als catòlics irlandesos nadius.

### Malàisia
Després de 1970, la democràcia consociacional original de Malàisia es va transformar en una democràcia ètnica restringida. La majoria malaia dels residents es va convertir en el nucli del grup ètnic amb un clar domini sobre l'aparell estatal. El malai es va introduir com a llengua estatal i l'Islam es va establir com a religió de l'estat. Els membres del grup ètnic malai també gaudeixen d'avantatges pel que fa a l'accés a les instal·lacions i oficines universitàries, així com sovint avantatges econòmics sobre altres grups ètnics. Tanmateix, les minories xineses i índies encara gaudeixen de drets col·lectius, d'autonomia cultural i de la capacitat de formar coalicions al parlament. Segons Smooha, el domini d'un grup ètnic i la concessió simultània de drets col·lectius i (limitats) individuals a les minories són signes clars de democràcia ètnica.